# Sesgo endogrupal

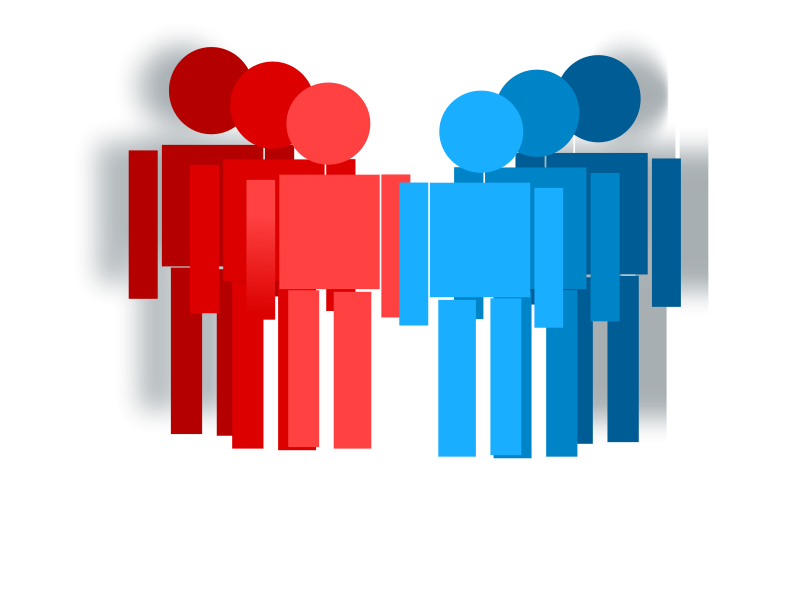
El favoritismo de endogrupo es uno de los tantos tipos de sesgos cognitivos.

Se denomina sesgo del endogrupo o favoritismo del endogrupo a un patrón de conducta que favorece a miembros del endogrupo al que pertenece una persona por sobre miembros del exogrupo. Esto se puede manifestar en la evaluación de otros, la asignación de recursos y muchas otras formas.
Esta interacción ha sido investigada por numerosos psicólogos y se la ha relacionado con diversas teorías de conflicto de grupo y prejuicio. El fenómeno es analizado principalmente desde un punto de vista de la psicología social más que desde una perspectiva de  psicología de la personalidad. Dos prominentes enfoques teóricos del fenómeno del favoritismo del endogrupo son la teoría realista del conflicto y la teoría de la identidad social. La teoría realista del conflicto propone que la competición intergrupo, y a veces el conflicto intergrupo, se desarrolla cuando dos grupos poseen reclamos antagónicos sobre recursos escasos. Por el contrario, la teoría de la identidad social considera que existe una razón psicológica para las identidades sociales positivamente distintas como causa general en el origen del comportamiento que favorece al endogrupo.